# Leo Nachtlicht

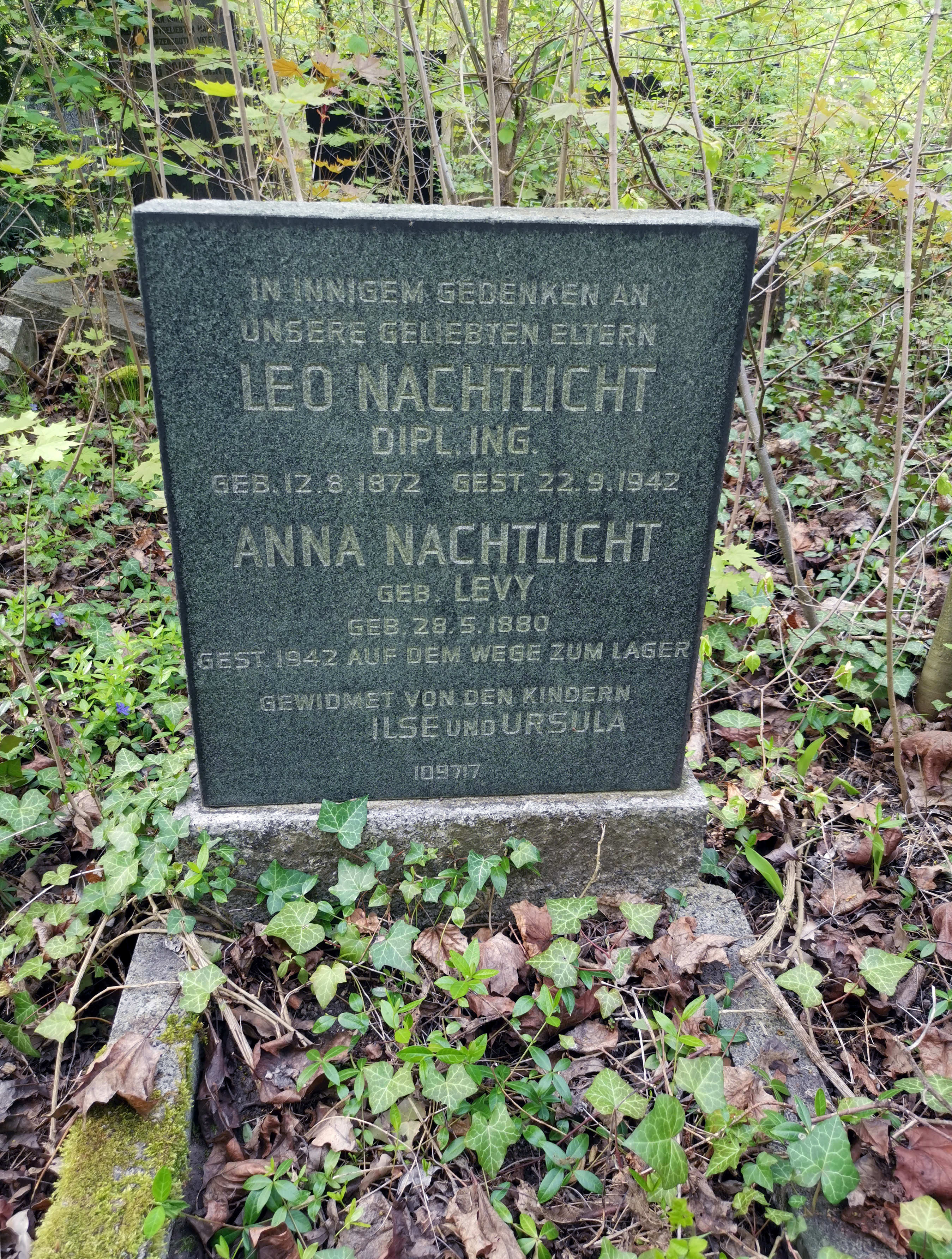
Grabstätte auf dem Jüdischen Friedhof Berlin-Weißensee, Feld Q 4

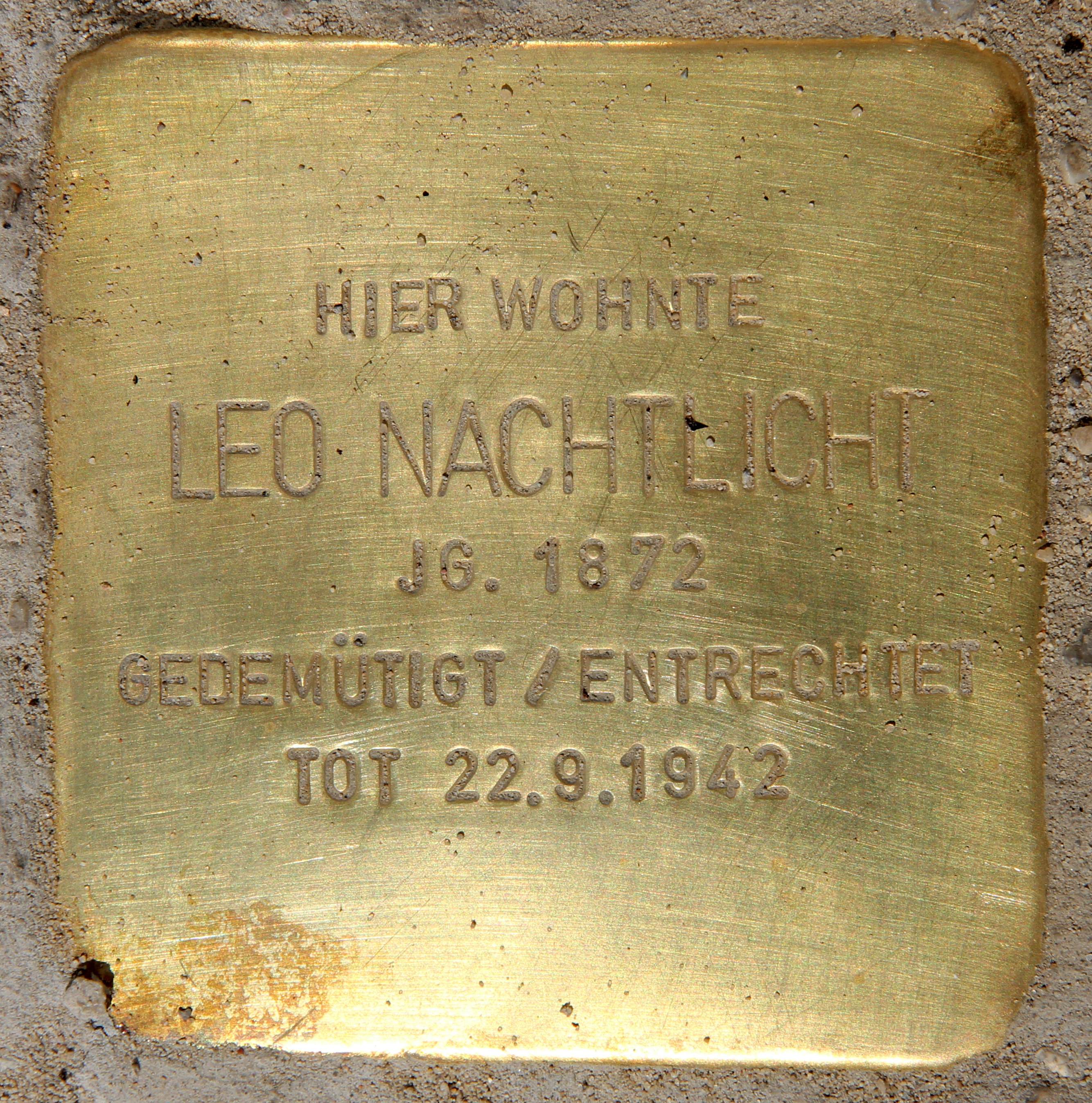
Stolperstein vor dem Haus, Trautenaustraße 10, in Berlin-Wilmersdorf

Leo Nachtlicht (* 12. August 1872 in Bielitz; † 22. September 1942 in Berlin) war ein jüdischer deutscher Architekt.

## Leben
Leo Nachtlicht kam im Alter von sieben Jahren nach Berlin, besuchte dort zuerst die Gemeindeschule, später das Realgymnasium. Nach dem Studium an der Technischen Hochschule Charlottenburg und an der Technischen Hochschule Karlsruhe, das er mit dem akademischen Grad eines Diplom-Ingenieurs in Karlsruhe abschloss, arbeitete er zunächst im Architekturbüro von Bruno Möhring in Berlin. Von 1904 bis 1933 führte er ein eigenes Atelier in Berlin. Er baute dort Villen, Landhäuser, den Gourmenia-Palast am Zoologischen Garten, diverse Inneneinrichtungen für Wohnungen, Läden, Kunstgewerbe- und Architekturausstellungen. 1913 unterrichtete er an der 1910 unter Mitwirkung des Deutschen Werkbunds gegründeten Höheren Fachschule für Dekorationskunst; von 1928 bis 1930 war Hermann Henselmann sein Mitarbeiter.
Leo Nachtlicht war Mitglied im Architekten- und Ingenieur-Verein zu Berlin, im Deutschen Werkbund und im Bund Deutscher Architekten. Seine Kunstsammlung zeitgenössischer Malerei, darunter Bilder von Emil Nolde, Ernst Oppler und Paula Modersohn-Becker, wurde 1932 während der Weltwirtschaftskrise versteigert. Nachtlicht wurde als Jude 1933/1934 nicht in die Reichskammer der bildenden Künste übernommen und verlor damit die Möglichkeit, in Deutschland als selbständiger Architekt zu arbeiten. 1938 bewarb er sich vergeblich um eine Arbeitserlaubnis in London.
Ca. 1908 hatte Nachtlicht Anna Levy geheiratet, geboren am 28. Mai 1880 in Marienwerder (Westpreußen) / Kwidzyn. Den gemeinsamen Töchtern Ursula (1909–1999) und Ilse (* 1912) gelang es, am 18. April 1939 nach London zu emigrieren. Ursula konnte dort als Fotografin Fuß fassen. Spätestens ab 1946 nutzten die Schwestern den Nachnamen „Knight“. Leo Nachtlicht starb 1942 kurz vor der Deportation in der Privatklinik Wilmersdorf an einer Darm-Blasen-Fistel, nach anderen Angaben möglicherweise an den Folgen eines Selbstmordversuchs. Er wurde auf dem Jüdischen Friedhof Berlin-Weißensee begraben. Seine Frau Anna Nachtlicht wurde am 19. Oktober 1942 nach Riga deportiert und dort am 22. Oktober 1942 ermordet.
Am 29. April 2012 wurde ein Stolperstein für Leo Nachtlicht in Berlin-Wilmersdorf verlegt, im November 2012 würdigte BIKINI Berlin sein Werk und Schaffen mit einer Ausstellung.

## Werke (Auswahl)

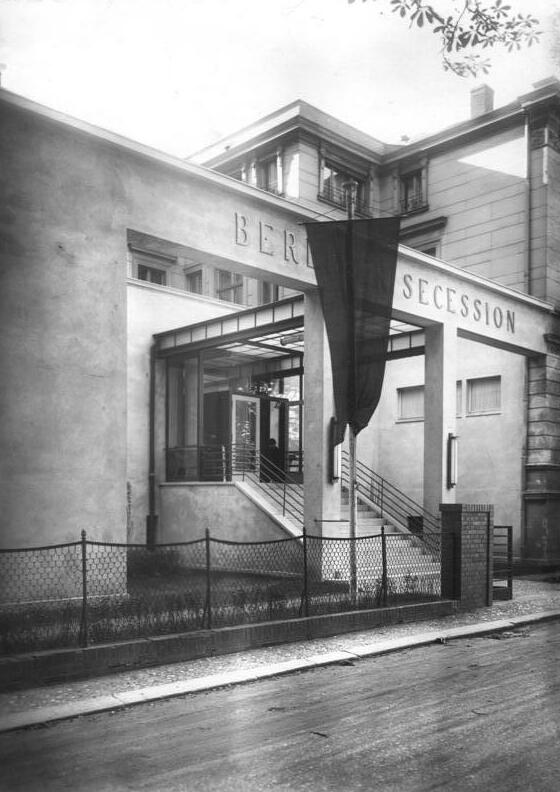
Gebäude der Berliner Secession

- 1904: Empfangszimmer auf der Weltausstellung in St. Louis
- 1910: Räume im Ausstellungshaus Keller & Reiner in Berlin, Potsdamer Straße 118b (mit César Klein)[13]
- 1910: Landhaus für Hugo Corts in Berlin-Frohnau, Sigismundkorso 82 (heute als Schulgebäude genutzt)[14]
- 1910: Landhaus Müller in Berlin-Zehlendorf[15]
- 1913: Villa Tiede in Brandenburg an der Havel, Grillendamm 2[16]
- 1920–1923: Räume auf der jährlichen Großen Berliner Kunst-Ausstellung[17]
- vor 1925: Haus Schwalbe in Berlin-Grunewald[18]
- vor 1925: Haus Dr. Nast in Stargard[18]
- vor 1925: Haus Brandenstein in Halle (Saale)[18]
- 1925: Wettbewerbsentwurf zu einem Empfangsgebäude für den Zentralflughafen auf dem Tempelhofer Feld in Berlin (Ankauf)[19]
- vor 1928: Haus G. B. in Berlin-Dahlem (mit Gartenarchitekt Eryk Pepinski)[20]
- 1926: Wettbewerbsentwurf für einen Bebauungsplan des Messe- und Ausstellungsgeländes in Berlin-Charlottenburg (mit Gartenarchitekt H. Pohlenz)[21]
- 1927: Kunstsalon der Berliner Secession in Berlin-Tiergarten, Tiergartenstraße 21a
- 1928–1929: Gourmenia-Palast in Berlin-Charlottenburg, Hardenbergstraße 29 (mit Georg Pniower, nach Kriegszerstörung 1955 abgetragen)
- 1929: Entwurf Hochhaus des Lichts für die Berliner Reklameschau 1929
- 1929: Villa für Julius Perlis in Potsdam-Sacrow[22]
- 1930: Wettbewerbsentwurf für eine Synagoge in Berlin[23]
- 1930: Wohnhaus für Walter Loebe in Berlin-Waidmannslust, Bondickstraße 78[24]
- 1931: Modernisierung und Erweiterung der Schule Reimann in Berlin-Schöneberg, Landshuter Straße 38
- 1933: Wohnhaus für Oberingenieur Max am Ende in Kleinmachnow, Föhrenwald 5 (2007 abgerissen)